# 郑威波
郑威波（1960年8月—），男，山东文登人，中华人民共和国军事人物，中国人民解放军少将，曾任宁夏军区司令员丶駐港部隊副參謀長丶駐澳門部隊副司令員等。